# Love Me (電視劇)
《Love Me》（韓語：러브 미）是韩国JTBC预计于2025年12月播出的金曜連續劇，改编自2019年的瑞典同名电视剧，由《愛情的理解》的导演趙英民與《第3種魅力》的朴恩英、朴熙權作家合作打造，徐玄振、劉宰明、李施優、尹世雅、張栗和多賢主演。

## 演员阵容

### 主要人物
- 徐玄振 饰演 徐俊京[2]

妇产科专科医生，看起来像是一个什么都能独自应对、闪闪发光的人，但七年前突如其来的事故令她的家庭崩塌，她始终试图隐藏内心的空虚，默默地、坚定地撑起孤独又激烈的人生。某一天，她意识到自己竟在不知不觉间从“隔壁的男人”那里得到了慰藉。
- 劉宰明 饰演 徐振浩[2]

徐俊京的父亲、街道办主任，总是带着笑容接人待物，不是因为自己发自内心的开心，而是为了掩饰尴尬或为难的情境。正当他人生跌入谷底之时，爱情却意外地来敲门。
- 李施優 饰演 徐俊瑞[2]

徐俊京的弟弟，作为家里最小的孩子，他总是渴望被爱和被认可。充满浪漫但欠缺成熟，靠着年长许多的姐姐的帮忙读到了研究生，却只专注于和女朋友的恋爱。
- 尹世雅 饰演 陈慈英[2]

热情外向的浪漫导游，表面上总是为了按行程带队而奔忙，但实际上她比旅行者们更会打扮、更兴奋，总是散发着愉快魅力。然而某天，她的目光落在了那个即便出门旅行也毫无兴奋之情的振浩身上。
- 張栗 饰演 朱道贤[2]

业界公认的实力派音乐导演，他是个自由灵魂的音乐人，蓄着粗糙的胡茬也依然充满专业感。他意外察觉到了隔壁女子俊京那“不假装孤独”的孤独，与俊京的相遇，也悄然改变了他原本平淡、毫无波澜的日常生活。
- 多賢 饰演 池慧温[2]

俊瑞从幼儿园起就认识的青梅竹马，梦想成为小说家的出版社编辑，与稚气未脱的俊瑞不同，她对自己的人生负起责任。她一直像家人一样照顾俊瑞，几乎取代了缺乏情感表达的姐姐俊京。